# 舞い落ちる雪のように
「舞い落ちる雪のように」（まいおちるゆきのように）は、Suaraの6作目のシングル。2009年1月28日にキングレコードから発売された。

## 解説
- テレビアニメ『WHITE ALBUM』前期エンディングテーマとして使用されたバラード調の楽曲。
- カップリングの「恋の予感」は、アップテンポ調のクリスマスソング。

## 収録曲
1. 舞い落ちる雪のように [4:53]
作詞：須谷尚子、作曲・編曲：衣笠道雄
  - テレビアニメ『WHITE ALBUM』前期エンディングテーマ
2. 恋の予感 [4:31]
作詞：巽明子、作曲・編曲：衣笠道雄
3. 舞い落ちる雪のように <instrumental>
4. 恋の予感 <Instrumental>